# محيبس
المحيبس لعبة شعبية تراثية تلعب في شهر رمضان خصوصاً، وهي لعبة عراقية مشهورة جداً في العراق تعتمد على الفراسة.

## أصل الكلمة
كلمة محيبس هي تصغير لكلمة محبس التي تعني الخاتم وهو الخاتم الذي يتم البحث عنه من خلال اللعبة ولهذه اللعبة اسم آخر وهو بات، يقولون: يلعبون بات .وكلمة (بات)ومعناها يأتي من مبيت المحبس في ايادي هذا الفريق الذي لم يستطع الفريق الآخر استخراجه من ايديهم واللعبة تعتمد بشكل عام على دراسة نفسية سريعة للفريق حامل المحبس من قبل الرجل الذي يحاول اكتشاف مكانه والذي يدعى بالعامية العراقية (الطاير)والدراسة تعتمد على مدى قابلية الطاير على اكتشاف بعض اعراض الخوف والقلق التي تظهر على حامل المحبس والخوف نابع من ان اكتشاف المحبس في يد حامله ستسبب في خسارة فريقه
واللعبة يعود اصولها للعهد العباسي بعد ان فقد خاتم الخلافة في احدى جلسات الخليفة مع ندمائه خلال ايام رمضان وبعد صلاة الراويح وبقصد ممازحته اخفى احدهم الخاتم في يديه وشاركه باقي الاصدقاء نفس الحركة حتى طلب الخليفة من أحد اصحابه ان يحاول معرفة مكان الخاتم وسيتم تكريمه إن وجده.[بحاجة لمصدر].

## طريقة لعبها
يتم لعب اللعبة بفريقين وبأي عدد من المشتركين، حيث يقوم أحد الفريقين الذي يشتري المحبس (الخاتم) (بعدد من النقاط يتم منحها للفريق الآخر) بتخبئته بيد أحد أفراد فريقه بدون علم الفريق الثاني، عندها يقوم أحد أفراد الفريق الثاني بالبحث عن المحبس بأسقاط الأشخاص الذي يعتقد بعدم وجود المحبس بيدهم، فأن أخرج أحد اللاعبين وكان المحبس بيده يخسر الفريق نقطة (في هذه الحالة يصرخ اللاعب الذي بيده الخاتم بكلمة بات ومن هنا جاء الاسم الثاني للعبة)ويعاد تخبئة المحبس من جديد وأن حزر رئيس الفريق الأول اليد المخبئ بها المحبس ربح فريقه نقطة وحصل على الخاتم ليخبئه بدوره عند أحد افراد فريقة ليبحث عنه الفريق الثاني وهكذا.
يستمر اللعب لحين وصول أحد الفريقين لمجموع النقاط التي يتفق عليها مسبقاً، وبذلك يكون هو الفريق الفائز ويحصل على الجائزة ويدفع الفريق الخاسر كلفة صواني الحلويات التي توزع على الفريقين والمشاهدين، عادةً ما ترافق اللعبة مجموعة من الاهازيج والاغاني التراثية مثل المربعات والجالغي البغدادي لبث الحماس والتسلية بين الحضور.
يكون اللعب على شكل تسقيط بين فرق المحلات والحواري ويحصل الفريق الفائز في أخر أيام شهر رمضان على الجائزة الكبرى.
و توجد حالياً دورات للعب المحيبس على مستوى دول الخليج.

## وصلات خارجية
- فيديو يوتيوب